# 水上颯
水上 颯（みずかみ そう、1995年〈平成7年〉8月19日 - ）は、日本の医師、クイズプレイヤー。東大王の元大将。ワタナベエンターテインメントに所属していた。ウェブメディア「QuizKnock」のライター。山梨県出身。

## 経歴
山梨大学教育学部附属小学校・中学校を卒業後、開成高等学校に進学。高校時代はクイズ研究部に所属していた。2012年に日本テレビの第32回『全国高等学校クイズ選手権』に出場し優勝、開成高校の3連覇に貢献した。
2014年から日本テレビの『最強の頭脳 日本一決定戦！ 頭脳王』に3年連続で出演、2連覇を達成した。
2017年に公益財団法人 孫正義育英財団の準財団生（平成29年度・1期生）に選ばれ、人材発掘の方法についても助言した。これは、2014年放送の『頭脳王』を視聴した孫正義が水上を気に入り、水上の先輩の先輩を通じて水上に声をかけたことがきっかけである。2017年から、TBSの『東大王』に伊沢拓司（2019年3月にチーム卒業）や鶴崎修功（2023年3月で同番組を卒業）、鈴木光（2021年3月で同番組を卒業）などと東大王チームの大将としてレギュラー出演。2019年10月2日放送分のTBSの『東大王』にて、同番組を2020年3月に卒業することを発表し、2020年3月18日放送分を以って卒業した。
研修医になるため、アルバイトが禁止となることから、2020年4月以降のテレビ出演などを取りやめていたが、2023年3月15日に鶴崎の東大王卒業に伴い、1夜限りで復活出演した。

## 人物
父は整形外科医、母は内科医で共に開業医。兄と姉がいる末っ子。左利きである。
『東大王』では「東大医学部のプリンス」、『Knock Out-競技クイズ日本一決定戦-』では「閃光のクイズ貴公子」、『頭脳王』では「東大医学部の異端児」と称された。
クイズに関して、「クイズをやってる人たちはそれぞれに得意ジャンルがあって、そういう人たちの専門分野に関する話はおもしろいし、興味の幅を広げてくれる。そんな知り合いとの触れ合いで知識を仕入れていくことが僕は多いかな」と述べている。
高校、大学の先輩で、『東大王』でも共演していた伊沢が代表を務めるQuizKnockで2016年からライターを務めており、YouTubeチャンネルの動画にも出演した経験がある。
趣味の一つに卓球があり、中学3年生時に甲府市で優勝経験がある。東大在学中は「鉄門卓球部」に所属し、学業やクイズと両立していた。

## 出演

### 過去の出演
- 東大王（TBS、2017年4月 - 2020年3月、2023年3月15日・2024年9月18日[注釈 1]）
- 水上颯のクイズ王チャンネル[注釈 2]（ニコニコ動画、2019年1月 - 2020年3月不定期放送）

### その他の出演
- 第32回全国高等学校クイズ選手権（日本テレビ、2012年8月31日）[1]
- 世界一受けたい授業（日本テレビ、2012年10月6日）
- 最強の頭脳 日本一決定戦! 頭脳王（日本テレビ、2014年12月5日、2015年11月27日、2016年12月16日）[5]
- クイズプレゼンバラエティー Qさま!!（テレビ朝日、2015年5月4日、2016年5月9日、7月4日、9月12日、11月21日、2017年10月9日、12月25日、2018年1月15日、9月24日）[17]
- 珍種目No.1は誰だ!? ピラミッド・ダービー（TBS、2017年7月9日） - 東大王として出演
- オールスター感謝祭（TBS）
  - オールスター感謝祭2017秋（2017年10月7日）- 東大王として出演
  - オールスター感謝祭2018秋（2018年10月6日） - 東大王として出演[18]
- Knock Out-競技クイズ日本一決定戦-（ファミリー劇場、2018年9月9日）[13]
- ネプリーグ（フジテレビ、2019年2月18日[19]、6月10日[20]）
- プレバト!!（MBS、2019年6月6日）[21]
- ぴったんこカン・カン（TBS、2019年6月21日）
- 有田P おもてなす（NHK総合テレビ、2019年6月22日）[22]
- 水曜日のダウンタウン（TBS、2019年7月31日） - 東大王として出演[23]
- 勇者ああああ（テレビ東京、2019年10月25日）[24]
- 1番だけが知っている（TBS、2019年12月16日）
- 櫻井・有吉 THE夜会（TBS、2020年3月12日）- 東大王として出演[25]
- 中居正広の金曜日のスマイルたちへ（TBS、2020年3月13日）- 東大王として出演[26]
- 今田耕司★ヒットの世界 東大生が通販してみた!（テレビ朝日、2020年3月14日[27]）

## 戦績
- 日本テレビ 第32回『全国高等学校クイズ選手権』優勝（2012年）[1]
- 日本テレビ 『最強の頭脳 日本一決定戦！ 頭脳王』優勝（2014年、2015年）- 史上2人目の2連覇[5]
- クイズ大会 『mono-series'16 東京』同点優勝（2016年）[28]
- TBS 『東大王』優勝（2017年秋）[29]
- テレビ朝日 『クイズプレゼンバラエティー Qさま!!』優勝（2018年）[30]
- クイズ大会 『abc～the 16th～』 ペーパー1位（2018年）

## 著書
- 水上颯『東大No.1頭脳が教える頭を鍛える5つの習慣 思考の生産性がみるみる上がる「知的生活」実践法！』三笠書房、2019年9月6日。ISBN 978-4-8379-2800-3。
- 水上颯『天才頭脳・水上颯の「最強クイズ全書」 東大脳に近づく「ひらめき力」「知力」を身につける 1』KADOKAWA、2019年11月30日。ISBN 978-4-04-604539-3。
- 水上颯『天才頭脳・水上颯の「最強クイズ全書」 東大脳に近づく「ひらめき力」「知力」を身につける 2』KADOKAWA、2020年2月27日。ISBN 978-4-04-604544-7。
- 水上颯『水上ノート 東大No.1頭脳が作った究極の「知力アップ」テキスト』KADOKAWA、2020年3月27日。ISBN 978-4-04-604638-3。